# Den sexuella revolutionen (bok)
Den sexuella revolutionen är en bok från 1936 av den österrikiske författaren Wilhelm Reich. Dess tyska ursprungstitel är Die Sexualität im Kulturkampf – zur sozialistischen Umstrukturierung des Menschen, som betyder "Sexualiteten i kulturkampen – för människors socialistiska omstrukturering". Boken är i två delar. Den första delen beskriver vad författaren menar är en kris inom "borgerlig sexualmoral", och menar att familjen är ett verktyg för en auktoritär kapitalism. Den andra avhandlar Sovjetunionens sexualpolitiska ingenjörskonst från 1922 och fram till slutet av 1920-talet, efter vilket Josef Stalin införde en mer återhållsam sexualpolitik.
Bokens teser utgår från en blandning av psykoanalys och marxistisk samhällsanalys. Dess syfte var att skapa bättre förutsättningar för politisk revolution, genom att övervinna problem som Rysslands bolsjeviker stött på efter ryska revolutionen. Reich menade att Sovjetunionens problem berodde på en sexualmoral som var oförenlig med det marxistiska samhället. Boken myntade begreppet "den sexuella revolutionen" och har gett Reich smeknamnet "den sexuella revolutionens fader".

## Innehåll
Enligt Reich använder den auktoritära staten ett antal verktyg för att undertrycka dess medborgares naturliga sexuella begär. Dessa verktyg utgör Reichs idé om "konservativ, sex-negativ moralism", och innefattar:
1. Konceptet med livslångt, monogamt äktenskap, som Reich kallar "tvångsmässigt äktenskap"
2. Undertryckandet av spädbarns sexualitet, som Reich framhäver som den huvudsakliga orsaken till onaturliga sexuella böjelser och perversioner senare i livet
3. Avsaknaden av frispråkig sexualundervisning och sexuell frigjordhet för ungdomar
4. Förföljelsen av avvikande sexualiteter som homosexualitet
5. Förbudet mot aborter
6. Äktenskapet som en lagstyrd institution, och "meningsskiljaktigheter" som ogiltigt skäl för skilsmässa

## Utgivning
Boken gavs ut på tyska 1936 genom Sexpol-Verlag. När den gavs ut på engelska 1945 blev titeln The Sexual Revolution, vilket därefter inte bara blev den motsvariga titeln på översättningar till andra språk, utan även ny titel på nyutgåvor på franska, tyska och italienska. Titeländringen förändrade hur boken uppfattades, både vad gäller perspektiv och metoder. Även undertiteln ändrades: från "för människors socialistiska omstrukturering" till "till människans självstyrande karaktärsstruktur".
Alla utgåvor sedan 1945 innehåller även flera utelämnanden och förskjutningar i terminologi, vissa med det uttalat taktiska syftet att underlätta mottagligheten bland amerikanska läsare, genom att dölja den kommunistiska revolutionära inriktningen. I ursprungsutgåvan från 1936 förkastas till exempel familjen i sig som institution, medan den omarbetade utgåvan endast avvisar "den auktoritära familjestrukturen", med mål att ersätta den med en annan sorts familj. Andra ändringar rör bland annat terminologi som religion, klassamhälle, vänsterradikalism, borgerlighet, sexualmoral och proletariat. Boken gavs ut på svenska 1971 i översättning av Richard Matz. I Italien släpptes 1992 en utgåva av originalversionen som även märker ut alla ändringar för jämförelse.

## Bokbål
1956 brändes vid två tillfällen Wilhelm Reichs böcker om sexologi, bland annat böckerna Den sexuella revolutionen och Fascismens masspsykologi, under överseende av Food and Drug Administration i New York. De brände sammanlagt upp till 6 ton böcker.